# Echenais xanthobrunnea
Echenais xanthobrunnea är en fjärilsart som beskrevs av W. Warren 1895. Echenais xanthobrunnea ingår i släktet Echenais och familjen Riodinidae. Inga underarter finns listade i Catalogue of Life.